# Desastres em 2010
Esta página lista os fatos e referências dos desastres que aconteceram durante o ano de 2010.

## Temáticos
- Sismos

## Janeiro
- 1 de janeiro: Desmoronamentos matam 49 pessoas em Angra dos Reis e destroem o patrimônio histórico de São Luís do Paraitinga.
- 2 de janeiro: Dois acidentes isolados de trens na Índia, mata 10 e fere 47 pessoas.[1]
- 3 de janeiro: Em Bilecik, 400 quilômetros ao sul de Istambul, capital da Turquia, dois trens se chocam e mata 1 maquinista e fere 7 passageiros.[2]
- 4 de janeiro: Em Helsinque, capital da Finlândia, trem colide contra hotel na estação ferroviária no centro da cidade, sem causar feridos.[3]
- 5 de janeiro: Queda da ponte próxima a Agudo, no Rio Grande do Sul desmorona, arrastada pela correnteza do Rio Jacuí, que estava em um periodo de forte cheia. 4 pessoas morreram.
- 12 de janeiro: Um Terremoto de 7,3 graus na escala de Richter provoca grande destruição no Haiti, causando cerca de 200.000 mortos.
- 20 de janeiro: Outro tremor de terra atinge o Haiti, dessa vez de 6,1 graus na Escala Richter, que dificulta a realização de resgates.

## Fevereiro
- 20 de Fevereiro: Na Ilha da Madeira, chuvas torrenciais causam cheias e matam 42 pessoas e ferem dezenas de pessoas.
- 22 de Fevereiro: Novas buscas revelam 48 pessoas mortas, 72 pessoas feridas e mais de 400 pessoas desalojadas na catástofre da Madeira.
- 27 de Fevereiro: No Chile um terremoto de 8,8 graus na escala de Richter mata mais de 800 pessoas e afeta mais de 2 milhões de pessoas, além de tsunamis.
- 27/28 de Fevereiro: Em Portugal um ciclone atravessa o país no Norte, mas quando vai acontecer simplesmente não acontece.

## Abril
- 6,7,8 de Abril: No Rio de Janeiro, frente frias e chuvas fortes destroem favelas e muitas regiões no Rio de Janeiro causando morte de mais de 200 pessoas.
- 10 de Abril: Na Bahia, frente frias que chega do Rio de Janeiro e atinge toda a Região da capital, Salvador, causando transtornos e acidentes, números de mortos ainda não foram identificados.
- 14 de Abril: Tempestades deixam 225 feridos e mais de 67 mil casas destruídas na Índia, nos Estados de Bengala, Bihar e até no país vizinho, Bangladesh. Os números podem subir, e a agência Associated Press chega a mencionar 89 mortos.
- 20 de Abril: Vazamento de Óleo do Golfo do México, causará prejuízo estimado em bilhões de dólares.

## Maio
- 3 de Maio: Tempestades deixam ao menos 27 mortos no sul dos EUA. Há mais de 11 mil imóveis sem eletricidade na cidade e várias estradas importantes continuam fechadas para o trânsito devido ao transbordamento dos rios.
- 22 de Maio: Queda do Voo Air India Express 812
- 30 de Maio:  Tempestade Agatha deixa mais de 120 mortos na Guatemala

## Junho
- 21 de Junho: Forte correnteza destrui várias cidades de Pernambuco e Alagoas no Brasil

## Agosto
- 5 de Agosto: 33 mineiros são soterrados em uma mina no Chile.

## Dezembro
- 2 a 6 de Dezembro: Incêndio em Israel causa mais de 40 mortes.[4]
- 3 de Dezembro – Mau tempo com ventos e chuvas intensas causam enchentes e derrocadas na ilha das Flores, Açores, obrigado à deslocação temporárias dos habitantes da localidade da Fajãzinha. Não houve vítimas, mas fez avultados estragos materiais.[5]